# Witold Stachnik
Witold Andrzej Stachnik (ur. 1966) – brydżysta, Mistrz Międzynarodowy, Sędzia Okręgowy, działacz  PZBS. 
Matematyk (absolwent Uniwersytetu Jagiellońskiego), wydawca (współwłaściciel Wydawnictwa Szkolnego OMEGA). Autor wielu szkolnych podręczników pomocniczych dotyczących matury z matematyki, członek Polskiego Towarzystwa Matematycznego. 
W latach 2006-2011 prezes Tarnowskiego Związku Brydża Sportowego, w latach 2011-2015 prezes Małopolskiego Związku Brydża Sportowego, a od 2016 roku prezes Polskiego Związku Brydża Sportowego.